# Mediana de Voltoya
Mediana de Voltoya es un municipio y localidad española de la provincia de Ávila, en la comunidad autónoma de Castilla y León. El término municipal tiene una población de 117 habitantes (INE 2024).

## Geografía
Integrado en la comarca de Ávila, se sitúa a 11 km de la capital provincial. El término municipal está atravesado por la autopista de peaje AP-51 (Villacastín-Ávila) y por la carretera N-110 entre los pK 240 y 243. 

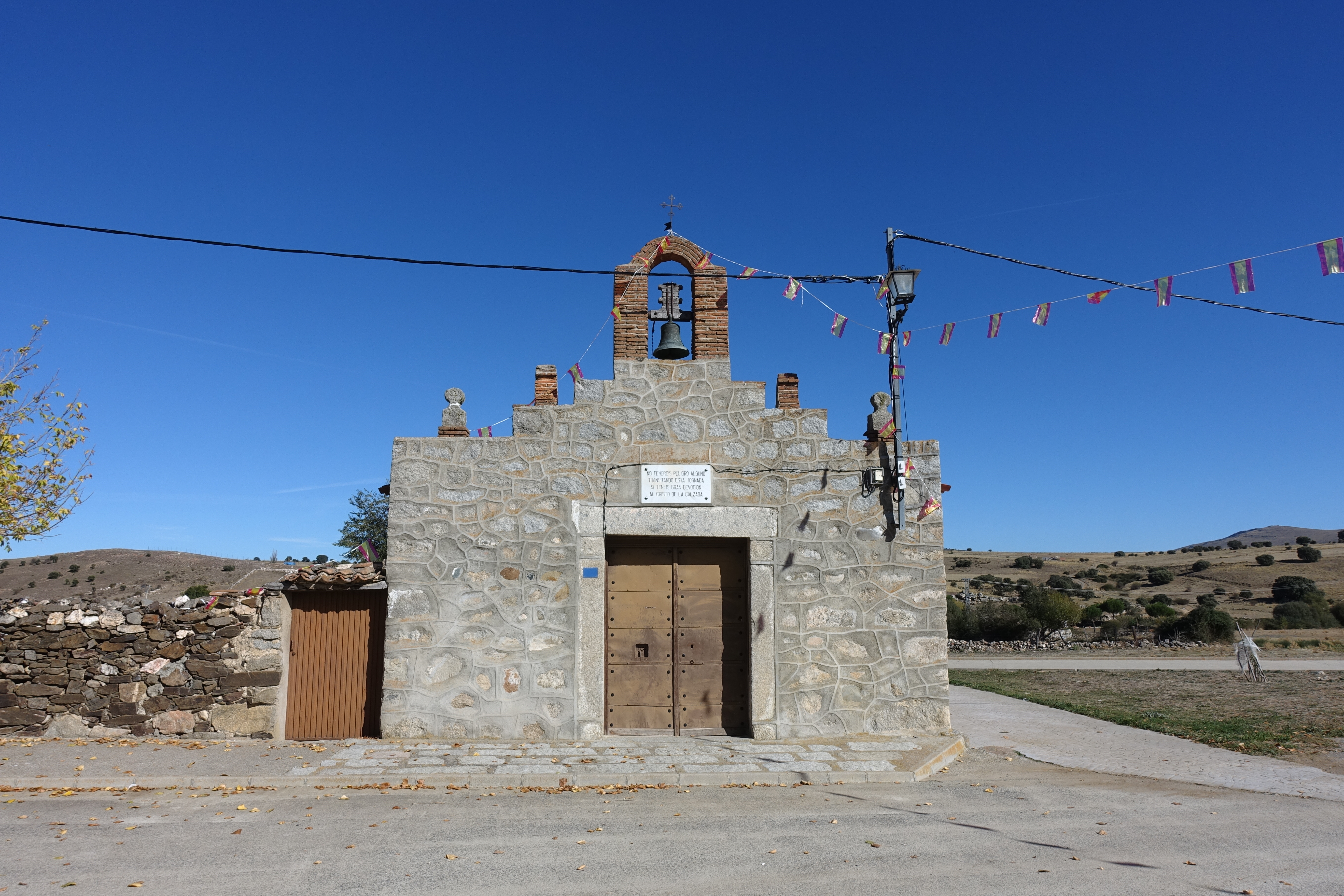
Ermita del Cristo de la Calzada

El relieve del municipio es predominantemente llano, pero situado a gran altura por la cercanía del Sistema Central. Cuenta con algunas elevaciones aisladas, como el Cerro Mediana (1172 metros), Cabeza Verdeja (1166 m) y Cabeza Búa (1127 m). 
El río Voltoya discurre por el territorio creando una pequeña depresión y haciendo de límite con Ojos-Albos. Por el pueblo pasa el río de Mediana, afluente del anterior. La altitud oscila entre los 1180 m al este, en las cercanías de la Sierra de Ojos-Albos, y los 1050 m a orillas del Voltoya. El pueblo se alza a 1110 m sobre el nivel del mar. 
| Noroeste:Tolbaños                       | Norte: Tolbaños | Noreste: Ojos-Albos |
| Oeste: Tolbaños yBerrocalejo de Aragona |                 | Este: Ojos-Albos    |
| Suroeste: Berrocalejo de Aragona        | Sur: Ávila      | Sureste: Ávila      |

## Historia
Hasta la reforma de la nomenclatura municipal de 1916 el municipio se llamaba simplemente Mediana. En dicha fecha su nombre fue modificado por el de Mediana de Voltoya.

## Demografía
Mediana de Voltoya cuenta con una población de 117 habitantes (INE 2024).
| Gráfica de evolución demográfica de Mediana de Voltoya entre 1842 y 2021 |
| |
| Población de derecho según los censos de población del INE. Población de hecho según los censos de población del INE.En estos censos se denominaba Mediana: 1842, 1857, 1860, 1877, 1887, 1897, 1900 y 1910. |